# Mistrzostwa świata do lat 18 w hokeju na lodzie mężczyzn 2015
17. Mistrzostwa Świata do lat 18 w Hokeju na Lodzie odbywały się w dniach od 16 do 26 kwietnia 2015 r. w szwajcarskich miastach Zug i Lucerna. To drugie mistrzostwa rozgrywane w Szwajcarii.
Obrońcą tytułu mistrzowskiego była reprezentacja Stanów Zjednoczonych, która w 2014 roku w Lappeenranta pokonała reprezentację Czech 5:2 i w tej edycji powtórzyła wyczyn, wygrywając z reprezentacją Finlandii 2:1 po dogrywce.

## Elita
| Lp. | Drużyna                |
| --- | ---------------------- |
|     | Stany Zjednoczone      |
|     | Finlandia              |
|     | Kanada                 |
| 4   | Szwajcaria (gospodarz) |
| 5   | Rosja                  |
| 6   | Czechy                 |
| 7   | Słowacja               |
| 8   | Szwecja                |
| 9   | Łotwa                  |
| 10  | Niemcy                 |

W tej części mistrzostw uczestniczyło 10 najlepszych drużyn na świecie. System rozgrywania meczów jest inny niż w niższych dywizjach. Najpierw drużyny grały w dwóch grupach preeliminacyjnych, każda po 5 drużyn. Spośród nich najlepsze cztery drużyny bezpośrednio awansowały do ćwierćfinałów. Najgorsze dwie drużyny każdej z grup walczyły w meczach między sobą o utrzymanie w elicie. Drużyna, która przegrała dwukrotnie spadła do I Dywizji.

## Pierwsza dywizja
Grupa A
| Lp. | Drużyna    |
| --- | ---------- |
| 1   | Dania      |
| 2   | Białoruś   |
| 3   | Francja    |
| 4   | Norwegia   |
| 5   | Kazachstan |
| 6   | Węgry      |

Grupa B
| Lp. | Drużyna  |
| --- | -------- |
| 1   | Austria  |
| 2   | Słowenia |
| 3   | Japonia  |
| 4   | Ukraina  |
| 5   | Włochy   |
| 6   | Litwa    |

W mistrzostwach pierwszej dywizji brało udział 12 zespołów, które podzielono na dwie grupy po 6 zespołów. Rozegrały mecze systemem każdy z każdym. Zwycięzca turnieju grupy A awansował do mistrzostw świata elity w 2016 roku, zaś najsłabsza drużyna grupy B spadła do drugiej dywizji.
Grupa A rozgrywała swoje mecze w węgierskim Debreczynie. Turniej odbył się w dniach 12–18 kwietnia 2015 roku.
Grupa B rozgrywała swoje mecze w słoweńskim w Mariborze. Turniej odbył się w dniach 12–18 kwietnia 2015 roku.

## Druga dywizja
Grupa A
| Lp. | Drużyna          |
| --- | ---------------- |
| 1   | Korea Południowa |
| 2   | Polska           |
| 3   | Wielka Brytania  |
| 4   | Holandia         |
| 5   | Chorwacja        |
| 6   | Estonia          |

Grupa B
| Lp. | Drużyna   |
| --- | --------- |
| 1   | Rumunia   |
| 2   | Hiszpania |
| 3   | Serbia    |
| 4   | Belgia    |
| 5   | Chiny     |
| 6   | Australia |

W mistrzostwach drugiej dywizji uczestniczyło 12 zespołów, które podzielono na dwie grupy po 6 zespołów. Rozgrywały one mecze systemem każdy z każdym. Zwycięzca turnieju grupy A awansował do mistrzostw świata pierwszej dywizji w 2016 roku, zaś najsłabsza drużyna grupy B spadła do trzeciej dywizji.
Grupa A rozgrywała swoje mecze w estońskim Tallinnie w dniach 22–28 marca 2015 roku.
Grupa B rozgrywała swoje mecze w Estońskim w Nowym Sadzie w dniach 16–22 marca 2015 roku.

## Trzecia dywizja
Grupa A
| Lp. | Drużyna         |
| --- | --------------- |
| 1   | Islandia        |
| 2   | Meksyk          |
| 3   | Bułgaria        |
| 4   | Chińskie Tajpej |
| 5   | Izrael          |
| 6   | RPA             |

Grupa B
| Lp. | Drużyna       |
| --- | ------------- |
| 1   | Turcja        |
| 2   | Nowa Zelandia |
| 3   | Hongkong      |

W mistrzostwach trzeciej dywizji uczestniczyło 9 zespołów, które zostały podzielone na dwie grupy po 6 i 3 zespoły. Rozgrywały mecze systemem każdy z każdym. Zwycięzca turnieju grupy A awansował do mistrzostw świata drugiej dywizji w 2016 roku, zaś zwycięska drużyna grupy B w przyszłym sezonie będzie występować w grupie A.
Grupa A rozgrywała swoje mecze w tajwańskim Tajpej w dniach 22–28 marca 2015 roku.
Grupa B rozgrywała swoje mecze w nowozelandzkim w Auckland w dniach 17–19 marca 2015 roku.